# Adjugé, vendu !
 (juillet 2015).
Si vous disposez d'ouvrages ou d'articles de référence ou si vous connaissez des sites web de qualité traitant du thème abordé ici, merci de compléter l'article en donnant les références utiles à sa vérifiabilité et en les liant à la section « Notes et références ».
Adjugé, vendu ! (Auction Hunters) est une émission de téléréalité diffusée entre 9 novembre 2010 et le 9 mai 2015 sur la chaîne Spike TV.
En France, l'émission est diffusée sur Discovery Channel et depuis le 6 septembre 2015 sur RMC Découverte

## Concept
L'émission suit Allen Haff, et Clinton Jones (alias «Ton»), ils participent à des ventes aux enchères du contenu des garde-meubles à travers la Californie du Sud et parfois d'autres endroits à travers les États-Unis.
Haff et Jones achètent des centaines d'unités chaque année, et seules leurs trouvailles les plus rares et les plus précieuses sont vendues  dans leur boutique Haff-Ton Pawn Shop, sauf dans les nouveaux épisodes de la quatrième saison de la série.

## Émissions
| Saison | Saison | Épisodes | Début           | Fin               |
| ------ | ------ | -------- | --------------- | ----------------- |
|        | 01     | 8        | 9 novembre 2010 | 21 décembre 2010  |
|        | 02     | 27       | 5 avril 2011    | 29 novembre 2011  |
|        | 03     | 26       | 21 mars 2012    | 26 septembre 2012 |
|        | 04     | 24       | 30 janvier 2013 | 29 mars 2014      |
|        | 05     | 20       | octobre 2014    | 9 mai 2015        |

## Épisodes

### Saison 01 (2010)
1. Le Far West (The Wild West)
2. Jackpot ! (The Big Score)
3. Haut les mains ! (Ton's Got a Gun)
4. Hendrix, es-tu là ? (Strat'ed for Cash)
5. Flambant neuf ! (The Real Thing)
6. Menteur, menteur (Weapons of Past Destruction)
7. Les gangsters (Gangster Whiskey)
8. Jeu d'arcade (Home on the Gun Range)

### Saison 02 (2011)
1. Dans la chaleur de Miami (Miami Heat)
2. L'attaque de Quadzilla (Quadzilla Attacks)
3. Nage ou coule ! (Sink or Swim)
4. Disco et dés (Disco and Dance)
5. Pac-Man (Labor of Love)
6. Le Grand Chelem de Chicago (The Chicago Grand Slam)
7. L'épreuve de force (The Chi-Town Showdown)
8. Ça va péter (Fire in the Hole!)
9. Instinct animal (Animal Instincts)
10. Chasse aux bisons (Everything's Bigger in Texas)
11. Arsenal de guerre (The Smoking Ton)
12. Ton de Top Gun (Top Gun Ton)
13. Vestige de chasse (Beantown Bidders)
14. Gros diesel (Diesel Digs)
15. Les Mavericks de Dallas (Dallas Mavericks)
16. Poussière de jointure (Knuckle Dust)
17. Rêves de rampe (Half Pipe Dreams)
18. Vive Las Vegas ! (Viva Las Vegas)
19. Rodéo Ton (Rodeo Ton)
20. Duel à Sin City (Sin City Shootout)
21. Cage à requins (Night of the Digging Dead)
22. Durement gagné (Battle Bought)
23. Folle du désert (Hot Wheels)
24. L'heure du cash (Great American Cashtime)
25. Chasseurs d'enchères, Encre. (Auction Hunters, Ink.)
26. Du gros argent (Reel Money)
27. Cage de combat (Early Bird Special)
28. Adjugé, vendu ! (Auction Hunters ) : Live (Auction Hunters Live)

### Saison 03 (2012)
Liste des épisodes de la saison 3.
SP - Adjugé, vendu ! (Auction Hunters ) : Live  (Auction Hunters: Live)
1. Argent cash (Cold Hard Cash)
2. L'instinct de foreur de Ton (Ton's Driller Instinct)
3. Une voiture d'enfer (Hidden Hot Wheels)
4. Leçon d'humilité (Auction Hunter Shuffle)
5. Argent facile (Big Easy Money)
6. En montgolfière (High Flying Ton)
7. Du fric à la baguette (Drumming Up Cash)
8. Bowling fan (Bowling Pin Payday)
9. Fusil xxl (Fake Punt Payoff)
10. Mauvais accueil (The Jersey Score)
11. A la ramasse (Allen's Got Balls)
12. Escale à Washington (Mr. Haff Goes to Washington)
13. Au pays du vaudou (Voodoo Moola)
14. Pilleurs de tombes (Dead Aim)
15. Étonnant side-car (Sidecar Surprise)
16. Roquette maison (Little-Ton Jones)
17. Trésor du Japon (Choo-Choo, Cha-Ching!)
18. Les flammes de l'enfer (Ton's Hot Commodity)
19. Parés pour les JO (Ice, Ice, Baby)
20. Les gangs de New York (Gangs of New York)
21. La loi du plus fort (Allen's Ruff Day)
22. Voyage à Hawaï (Hula Moola)
23. Culture polynésienne (Friends in Hawaii Places)
24. Machines monstrueuses pour gagner de l'argent (Money Makin' Monster Machines)
25. Les Lingots d'or (Gold 'n' Gloves)
26. SP - Derrière la chasse (Behind the Hunt)

### Saison 04 (2013)
Liste des épisodes de la saison 4.
1. Au mont-de-piété (Once a Pawn a Time)
2. Gagner, perdre ou jouter (Win Lose or Joust)
3. Il pleut des Ton (It's Raining Ton)
4. L'homme fusée (Rock-et to Me!)
5. Course contre la montre (Off the Deep End)
6. Pari risqué (Trading Places)
7. La revanche (Flying Ton, Creeping Allen)
8. Battre à plates coutures (Whip It Good)
9. Ton la mitraillette (Machine Gun Ton)
10. Détours par Philadelphie (Always Money in Philadelphia)
11. Le retour de Carolyn (Carolyn Goes Topless)
12. Haute tension (Don't Taze Me Bro)
13. La rupture (The Fall Guys)
14. Seul contre tous (Separation Anxiety)
15. Allen contre Ton (Allen vs. Ton)
16. Bredouille (You Got Served)
17. L'honneur avant tout (Without a Chute)
18. Escale à Santa Barbara (Ton Voyage)
19. Panne sèche (You Foos You Lose)
20. Le coup de cœur d'Allen (Allen's Big Crush)
21. Coup de filet (Nothing But Net)
22. Diviser pour mieux régner (Hall of Fame Game)
23. Fricville dans le Tennessee (Cashville, Tennessee)
24. Arsenal complet ! (Big Sis Ducks Out)
25. Outils d'élite (Gone in 20 Seconds)
26. Le moment de vérité (To Pawn or Not To Pawn)

### Saison 05 (2014)
Liste des épisodes de la saison 5.
1. Les cow-boys de l'espace (Space Cowboys)
2. Tremplin (Ramped Up)
3. Pistolet à grappin et imprimante (Hook, Line and Printer)
4. Rock'n'roll (Rock and Roll)
5. La dernière bataille de Betsy (Betsy's Last Stand)
6. Risques et bénéfices (Risk & Reward)
7. Selles torrides (Blazing Saddles)
8. Carnaval (Party Gras)
9. Achat en Louisiane (Louisiana Purchase)
10. Visite au Missouri (Missouri Loves Company)
11. Le clou du spectacle (Tough as Nails)
12. Ton-jons et dragons (Ton-Geons & Dragons)
13. Un massacre (Wreck-Shaw)
14. Titre français inconnu (Carnies & Armories)
15. Titre français inconnu (The Unsinkable Ton)
16. Titre français inconnu (Pucks for Bucks)
17. Titre français inconnu (Whiskey Business)
18. Titre français inconnu (Haff-Inated)
19. Titre français inconnu (Brew-Phoria)
20. Titre français inconnu (Catch My Drift?)

### Émissions similaires
- Storage Wars : Enchères surprises est la première version, diffusée depuis le 1er décembre 2010.

Le série "Storage Wars" a donné lieu à huit autres déclinaisons, basées sur le même principe :
- Storage Wars : Texas (2011-2014) : Premier spin-off
- Storage Wars : Enchères à New York (2013) : Deuxième spin-off
- Storage Wars: Miami (en) (2015) : Troisième spin-off
- Barry'd Treasure (en) (2014) : Quatrième spin-off
- Brandi & Jarrod: Married to the Jo (2014) : Cinquième spin-off
- Storage Wars : Barry Strikes Back (2015) : Sixième spin-off
- Storage Wars : Adjugé, vendu (Canada) (2013 - 2015) : Première version international
- Storage Wars France : Enchères surprises (2015) (6ter) ; Deuxième version international

Autres émissions similaires :
- Baggage Battles
- Enchères à l'aveugle (Property Wars)
- Enchères à tout prix
- Storage Hunters : La Guerre des enchères
- Box aux enchères (2016) (D8) .